# Porfirij Tirski
Porfirij (starogrško Πορφύριος), starogrški novoplatonistični filozof, * 234, Tir, Libanon, † 309, Rim. 
Bil je Plotinov učenec in urednik njegovega dela, hkrati pa je oživil zanimanje za Aristotelovo logiko.

## Življenje
Njegova starša, Sirijca, sta ga poimenovala Malkhos, kar pomeni kralj. To naj bi dobil po svojem očetu, vzdevek Porfirij pa je pridobil šele kasneje. Želja po znanju je mladega Porfirija vlekla že od samega začetka, ko si je poskušal širiti obzorja z učenjem mnogih jezikov in religij. Za intelektualno središče takratnega časa so veljale Atene in Porfiriju ni ostalo drugega, kakor da svojo pot modrosti nadaljuje tam. Študiral je retoriko, filozofijo in matematiko. Njegov učitelj v Atenah je bil Kasij Longin, ki je Malkhosu tudi nadel nadimek 'Porfirij'. Vzdevek Porfirij pomeni škrlaten in se je nanašal na njegov rojstni kraj, kjer so bili znani po svoji pridelavi te kraljevske barve.
Okoli leta 263 je zapustil Atene in se odpravil v Rim, kjer je deloval s Plotinom, utemeljiteljem neoplatonizma. Glede njegovih lekcij je bil malce v zadregi, saj je po eni strani je sprejemal njegov pogled na svet, kljub temu, da se ni ujemal z njegovim. Poleg tega pa je bil nad njegovimi lekcijami razočaran. Predvsem so se mu zdele njegove razprave premalo logične in preveč ohlapne, predavanja pa preveč podobna običajnim pogovorom. V tem času je bil na striktni vegetarijanski dieti, saj je bil kot Pitagora, zagovornik vegetarijanstva zaradi duhovnih in etičnih razlogov. Skupaj sta najbolj znana vegetarijanca iz antike. 
Točen razlog njegovega odhoda iz Rima ni znan, naj bi bil povezan z razočaranjem in eksistencialno stisko, povezano z melanholijo. Razmišljal naj bi celo o samomoru, vendar se je po nasvetu Plotina preselil na Sicilijo, kjer je okreval. Med petletnim bivanjem na Siciliji se je posvetil svojim delom o vegetarijanstvu, še posebej pa kritiki krščanstva. Poleg tega pa poskuša združevati nauk Aristotela in Platona, do takrat dveh razdvojenih in konkurenčnih šol, ki obvladujeta miselni svet v izteku antike. Predvsem se je posvetil proučevanju Aristotela, ki ga je zelo občudoval, kar je dobro vidno v njegovem razumevanju logike, ki se kaže v kasnejših delih. V tem času je še vedno ostal v stiku s Plotinom, čigar učenec, revizor in urednik del je bil vse do njegove smrti. 
Dvanajst let po Plotinovi smrti (okoli leta 282) se je vrnil v Rim, kjer je nadaljeval s pisanjem komentarjev o Plotinu in ostalih filozofih. V glavnem pa je nadaljeval svoje življenjsko delo, ki je bilo urejanje in objava Platonijevih del (Eneade) o poučevanju, s čimer je zaključil okoli leta 301. Uredil jih je v šest knjig, kot uvod pa je dodal svoje delo Plotinovo življenje (Vita Plotini). Poleg tega naj bi med svojim bivanjem v Rimu učil Jambliha, ki je bil eden izmed pomembnejših predstavnikov novoplatonizma. Kljub temu, da sta se njuni filozofiji močno razhajali, je na njem pustil trajen pečat. O kasnejšem obdobju njegovega življenja je znano le malo. Poročil naj bi se pozno, s starejšo žensko, kateri je napisal Pismo Marcelli.

## Delo
V svojem življenju je Profilij napisal mnogo del o najrazličnejših tematikah. Do danes se je ohranilo približno šestdeset del, med katerimi je le majhen delež ohranjen v celoti. Njegova dela obsegajo ohranjene fragmente o zgodovini filozofije, veliko se je ukvarjal s psihologijo. Napisal naj bi celo anonimen komentar na Platonovega Parmenida. Poleg tega vemo, da je pisal o slovnici, filogiji, retoriki in geometriji, astrologiji, religiji in celo glasbeni teoriji. Napisal je delo Zgodovina filozofije (Philosophos historia), v katerem so vključeni življenjepisi različnih filozofov, vključno z njegovim učiteljem Plotinom. Njegovo najbolj znano delo pa je verjetno Proti kristjanom (Adversus Christianos) v katerih napada zanj nesmiselne judovske spise, ki so po njegovem polni ugank in skrivnosti in begajo razum njihovih privržencev. Delo je med krščanskimi sodobniki naletelo na buren odziv. Vse kopije tega spisa so bile uničene po ukazu Teodozija II., delno se je ohranila zgolj preko odziva (krščanskih) nasprotnikov.
Leta 1913 je belgijski filolog Joseph Bidez v svoji obširni študiji La vie de Porphyre predstavi mladega Porfirija kot naklonjenega religiji in nadnaravnem. Njegova bolj racionalna stran naj bi se razvila šele med sodelovanjem s Plotinom, v kasnejši stopnji življenja pa naj bi se do neke mere vrnil v mladostno stanje. Kakorkoli, za to ni jasnih podatkov in so le domneve. Najverjetneje je skozi življenje poizkušal in pisal na različne načine, mogoče le z namenom pritegniti drugačne bralce, medtem ko je ohranil svoje nagnjenje za religijo in nadnaravno in hkrati racionalno dojemanje.
Eno njegovih pomembnejših del je nedvomno Uvod (Εἰσαγωγή), ki je interpretacija poglavij iz Aristotelovih Kategorije (Κατηγορίαι). Delo je kljub skromnemu obsegu in analize le petih jezikovnih izrazov pustilo trajen pečat na filozofiji. Od svojega nastanka in do konca srednjega veka je delo odločilno oblikovalo mnenje filozofskih učenjakov in vseh, ki so vstopali v filozofijo. Uvod je postalo delo, s katerim se je ne le vstopalo v Aristotelovo logiko, temveč celo uvajalo študente v filozofijo. Ni presenetljivo, da velja za eno izmed najbolj branih del vseh časov. Znano Porfirijevo drevo služi kot shema za opredelitev substance. 
Jasno je, da bil Porfirij zelo učen človek. Nekateri ga bolj častijo kot enega najpomembnejših novoplatonistov, kot pa pristnega filozofa s svojim načinom razmišljanja. Vsekakor je res, da je vpeljal novoplatonistične doktrine v tradicionalno pogansko religijo in mite ter bil na splošno veliko bolj odprt mislec, kot njegov učitelj, Plotin. Vendar pa so kakršnikoli zaključki, da je Porfirij v svojih delih deloval le s tujimi razmišljanji, brez prave podlage, saj je večina njegovih del izgubljenih in so bolj osebna teoretična razmeroma slabo hhranjena. Kakorkoli, poznani spisi ne nakazujejo na pomembnejše teoretične preboje, razen morda na področju logike in jezika. 
Glede na kasnejše novoplatoniste ni dvoma, da je bil Porfirij neodvisni filozof, čigar nazore so kasnejši filozofi čislali in ga kasneje omenjali v paru Plotin in Profirij.

## Filozofija
Porfirij se je sprva zgledoval po Kasiju Longinu, Numeniju iz Apameje, Platonu, Aristotelu in drugih grških filozofih. Svoje stališče na področju filozofije je dokončno izoblikoval, ko je spoznal grškega filozofa Plotina, ki je postal njegov učitelj. 
Plotin in Porfirij sta predstavnika novoplatonizma. Trdila sta, da obstaja kategorična vrzel med dvema svetovoma, čutnim in razumnim. Razumno področje sta delila na tri različne ontološke ravni: prvine, razum in dušo. Prvini je značilna čista enotnost, ki sega onkraj mišljenja in jo je nemogoče opisati z besedami. Razum je področje bivanja, v katerem je oseba sposobna sprejemati misli v zavest, duša pa je najnižja razumna raven, ki je neposredno odgovorna za čutno področje. 
Porfirij je znan kot nasprotnik krščanstva in podpornik poganstva. V času svoje upokojitve na Siciliji je napisal 'Proti kristjanom', delo sestavljeno iz petnajstih knjig. Postal je eden najbolj gorečih poganskih nasprotnikov krščanstva svojega časa. Vredno je omeniti, da so bile njegove kritike usmerjene v kristjane in ne v Kristusa. V delu Filozofija od oraklja (De Philosophia ex Oraculis Haurienda) je zapisana Porifrejeva domnevna trditev: "Bogovi so razglasili Kristusa, da je bil najbolj pobožen, vendar so kristjani zmedena in začarana sekta". Njegov cilj ni bil, da se ovrže vsebine naukov krščanstva, želel je le opustitev zapisov skozi katera so se nauki prenašali.
V dojemanju duše Porfirij sledi Plotinu. Duša je zanj razumen subjekt, vendar je v neposrednem stiku s čutno realnostjo. Razumni subjekti pa so nesnovni, kar privede do problema obstoja nečesa nesnovnega v našem telesu, ki je iz mesa in krvi. Porfirij na to odgovarja s tem, da duša ni lokalno prisotna v telesu, vendar se kaže v značaju in nagnjenjih telesa. Pravi, da ni pravilno reči, da nekaj nesnovnega, ki pride v odnos s prostorom ali stvarjo, je dejansko tam. Tam je zaradi njene aktivnosti in morali bi govoriti o tem. Torej ni pravilno reči duša je v nas, pač pa duša deluje v nas. 
Njegovo vodilo v življenju je rešiti dušo od šibkega, kaotičnega telesa, tako da postane resnično čista in se združi z nesnovnim svetom. To naj bi dosegli z najvišjo stopnjo inteligence, ki je višja celo od sposobnosti razuma, da z njo upravlja.

## Najpomembnejša dela
Popis del najdemo v Giovanni Reale,, Zgodovina antične filozofije, V, s. 487-92.

### iz angleških virov
- Porphyry's Introduction, prevedel s komentarjem J. Barnes, Oxford: Oxford University Press, 2003.
- Porphyry. On Aristotle's Categories, prevedel Steven K. Strange, Ithaca, NY: Cornell University Press, 1992.
- Launching-Points to the Realm of Mind, prevedel K. Guthrie, Grand Rapids, MI: Phanes Press, 1988.
- Sentences, Grški tekst, Francoski prevod, interprecijski esej in obsežen komentar od Luc Brisson, et al., 2 volumes, Paris: Librairie philosophique J. Vrin, 2005.
- To Gaurus on how embryos are ensouled and On what is in our power, prevedel James Wilberding, London: Bristol Classical Papers, 2011.
- Porphyry Against the Christians (Studies in Platonism, Neoplatonism, and the Platonic Tradition, 1), prevedel z zapiski Robert M. Berchman, Leiden: Brill, 2005.
- Porphyry's Against the Christians: The Literary Remains, prevedel R.J. Hoffmann, Guildford: Promotheus Books, 1994.
- Porphyry's Letter to His Wife Marcella Concerning the Life of Philosophy and the Ascent to the Gods, Prevedla Alice Zimmern, Grand Rapids, MI: Phanes Press, 1989.
- Porphyry, the Philosopher, to Marcella, tekst in prevod z uvodom in zapiski od Kathleen O'Brien Wicker, Atlanta: Scholars Press, 1987.
- On abstinence from killing animals, prevedel Gillian Clark, London: Duckworth, 2000.
- The Homeric Questions, uredil in prevedel R. Schlunk, New York: P. Lang, 1993.
- Porfirio, Sullo Stige. Testo greco a fronte, 99, urejeno s komentarjem v italijanščini C. Castelletti, Milan: I edizione Bompiani, 2006.
- Porphyry on the Cave of the Nymphs, prevedel R. Lamberton, Barrytown, NY: Midpoint Trade Books Inc., 1983.